# 霍爾德里奇
霍爾德里奇（Holdrege）是美国內布拉斯加州費爾普斯縣内的一座城市。根据2000年人口普查数据市内有5,636名居民。它是費爾普斯縣的县治。

## 交通
美國國家鐵路公司的客运服务通过霍爾德里奇，加州微风号列车双向每天经过此地。

## 地理
霍爾德里奇的地理位置为北纬40°26'26"，西经99°22'28"。
根据美国人口调查局的数据霍爾德里奇总面积为9.8平方公里，其中9.7平方公里是陆地面积，0.1平方公里为水域面积（占总面积的0.26%）。

## 人口
根据2000年的人口普查霍爾德里奇有5,636名居民，分2,355个户和1,544个家庭。市内的人口密度为每平方公里578.7人。其中97.29%是白人、0.14%是非裔美国人、0.34%是美洲土著人、0.25%是亚裔美国人、1.03%是其它人种，0.96%是混血儿。西班牙裔和拉丁美洲裔的人占3.11%。
市内的2,355个户中有30.7%有18岁以下的未成年人、56.3%是结婚夫妇、7.1%是带孩子的单身妇女、34.4%不是家庭、30.4%是单身汉、14.8%有65岁以上的老年人。平均每户2.35人。家庭的平均大小为2.93人。
市内的人口结构为25.5%在18岁以下、6.2%在18至24岁之间、25.6%在25至44岁之间、23.9%在45至64岁之间、18.8%在65岁以上。平均年龄为40岁。女子对男子的性别比为100：92.4，成年人的性别比为100：87.2。
市内户的平均年收入为36,225美元，家庭的平均年收入为44,939美元。男子的平均年收入为29,288美元，女子的平均年收入为22,281美元。人均年收入为20,569美元。约5.7%的家庭和8.8%的人口生活在贫困线以下，其中包括11.5%的未成年人和7.5%的老年人。
40°26′26″N 99°22′28″W / 40.44056°N 99.37444°W